# Episodi di Robert Montgomery Presents (ottava stagione)
La ottava stagione della serie televisiva Robert Montgomery Presents è andata in onda negli Stati Uniti dal 10 settembre 1956 al 24 giugno 1957 sulla NBC.
| nº | Titolo originale                | Prima TV USA      |
| -- | ------------------------------- | ----------------- |
| 1  | Soldier from the Wars Returning | 10 settembre 1956 |
| 2  | Onions in the Stew              | 17 settembre 1956 |
| 3  | After All These Years           | 24 settembre 1956 |
| 4  | The Last Trip of the Hindenburg | 1º ottobre 1956   |
| 5  | September Affair                | 8 ottobre 1956    |
| 6  | Pilgrimage                      | 15 ottobre 1956   |
| 7  | Goodbye, Grey Flannel           | 22 ottobre 1956   |
| 8  | One Bright Day                  | 29 ottobre 1956   |
| 9  | Mr. Tutt Goes West              | 5 novembre 1956   |
| 10 | Episodio 8x10                   | ?                 |
| 11 | The Misfortunes of Mr. Minihan  | 19 novembre 1956  |
| 12 | Plainfield Teachers College     | 26 novembre 1956  |
| 13 | Sunset Boulevard                | 3 dicembre 1956   |
| 14 | The Young and the Beautiful     | 10 dicembre 1956  |
| 15 | Miracle at Lensham              | 17 dicembre 1956  |
| 16 | Amahl and the Night Visitors    | 24 dicembre 1956  |
| 17 | Music for Your New Year's Eve   | 31 dicembre 1956  |
| 18 | The Liar                        | 7 gennaio 1957    |
| 19 | Give and Take                   | 14 gennaio 1957   |
| 20 | Crisis at Sand Cave             | 21 gennaio 1957   |
| 21 | The Clay Pigeon                 | 28 gennaio 1957   |
| 22 | The Week the World Stood Still  | 4 febbraio 1957   |
| 23 | The Grand Prize                 | 11 febbraio 1957  |
| 24 | Wait for Me                     | 18 febbraio 1957  |
| 25 | Reclining Figure                | 25 febbraio 1957  |
| 26 | The Enemy                       | 4 marzo 1957      |
| 27 | The Last Train to Kildevil      | 11 marzo 1957     |
| 28 | His Name Was Death              | 18 marzo 1957     |
| 29 | One Minute to Ditch             | 25 marzo 1957     |
| 30 | A Slice of Life                 | 1º aprile 1957    |
| 31 | Victoria Regina                 | 8 aprile 1957     |
| 32 | Fear Street                     | 15 aprile 1957    |
| 33 | The Trial of Pontius Pilate     | 22 aprile 1957    |
| 34 | The New World                   | 29 aprile 1957    |
| 35 | Longing for to Go               | 6 maggio 1957     |
| 36 | Return Visit                    | 13 maggio 1957    |
| 37 | Sturdevant's Daughter           | 27 maggio 1957    |
| 38 | One Smart Apple                 | 3 giugno 1957     |
| 39 | The Last Trip of the Hindenburg | 10 giugno 1957    |
| 40 | The Weather Lover               | 17 giugno 1957    |
| 41 | Faust '57                       | 24 giugno 1957    |

## Soldier from the Wars Returning
- Diretto da:
- Scritto da:

### Trama
- Interpreti: Robert Montgomery (se stesso  - presentatore), James Cagney (George Bridgeman), Muriel Kirkland, Audra Lindley, Frank Schofield

## Onions in the Stew
- Diretto da:
- Scritto da:

### Trama
- Interpreti: Robert Montgomery (se stesso  - presentatore), Constance Bennett, Mary Grace Canfield, William Darrid, Michael Evans, Sandy Horn, Robin Morgan, Terry O'Sullivan

## After All These Years
- Diretto da:
- Scritto da:

### Trama
- Interpreti: Robert Montgomery (se stesso  - presentatore), Claudette Colbert, Staats Cotsworth, David De Haven, Jan Miner, Dickie Olsen, Leona Powers

## The Last Trip of the Hindenburg
- Diretto da:
- Scritto da:

### Trama
- Interpreti: Robert Montgomery (se stesso  - presentatore), Gale Page, Karl Swenson, Larry Weber

## September Affair
- Diretto da:
- Scritto da:

### Trama
- Interpreti: Robert Montgomery (se stesso  - presentatore), John Newland, Alexis Smith

## Pilgrimage
- Diretto da:
- Scritto da:

### Trama
- Interpreti: Robert Montgomery (se stesso  - presentatore), Theo Goetz, John Griggs, Joyce Holden, John Hudson, Betty Lou Keim

## Goodbye, Grey Flannel
- Diretto da:
- Scritto da:

### Trama
- Interpreti: Robert Montgomery (se stesso  - presentatore), Lee Bowman (Terry Major), Ray Boyle (Cliff), Mary Grace Canfield (Abigail Lewis), George Chandler (Ichabod Lewis), J. Robert Dietz (Mr. Green), Diana Douglas (Carla Major), Karl Redcoff (Van), Ken Renard (George), John Shay (Jim Fownes)

## One Bright Day
- Diretto da:
- Scritto da:

### Trama
- Interpreti: Robert Montgomery (se stesso  - presentatore), Katherine Anderson, Sidney Blackmer, House Jameson, Norma Moore, Robert Webber

## Mr. Tutt Goes West
- Diretto da:
- Scritto da:

### Trama
- Interpreti: Robert Montgomery (se stesso  - presentatore), Parker Fennelly, Lenka Peterson

## Episodio 8x10
- Diretto da:
- Scritto da:

### Trama
- Interpreti: Robert Montgomery (se stesso  - presentatore)

## The Misfortunes of Mr. Minihan
- Diretto da:
- Scritto da:

### Trama
- Interpreti: Robert Montgomery (se stesso  - presentatore), William Bendix, Horace McMahon

## Plainfield Teachers College
- Diretto da:
- Scritto da:

### Trama
- Interpreti: Robert Montgomery (se stesso  - presentatore), John Gibson (Hank Blangdower), Jerry Lester (Jerry Croyden), John Marley (Barney the Book)

## Sunset Boulevard
- Diretto da:
- Scritto da:

### Trama
- Interpreti: Robert Montgomery (se stesso  - presentatore), Mary Astor (Norma Desmond), Gloria DeHaven, John Griggs, Walter Kohler, Carl Low, Darren McGavin (Joe Gillis)

## The Young and the Beautiful
- Diretto da:
- Scritto da:

### Trama
- Interpreti: Robert Montgomery (se stesso  - presentatore), Fran Carlon (Mrs. Bray), Geoffrey Horne (Travis), Barry McGuire, Terry O'Sullivan (Mr. Perry), James Olson (capitano Dicer), Lee Remick (Josephine Perry), Douglass Watson (Anthony Harker), Lesley Woods (Mrs. Perry)

## Miracle at Lensham
- Diretto da:
- Scritto da:

### Trama
- Interpreti: Robert Montgomery (se stesso  - presentatore), Richard Derr, Barry Jones, Elsa Lanchester

## Amahl and the Night Visitors
- Diretto da:
- Scritto da:

### Trama
- Interpreti: Robert Montgomery (se stesso  - presentatore), David Aiken (King Melchior), John Kirk Jordan (Amahl), Rosemary Kuhlmann (Amahl's Mother), Leon Lishner (King Balthasar), Andrew McKinley (King Caspar)

## Music for Your New Year's Eve
- Diretto da:
- Scritto da:

### Trama
- Interpreti: Robert Montgomery (se stesso  - presentatore), Eddie Dano (se stesso - Vocalist), Ann Gilbert (Herself - Vocalist), Eddie Heywood (se stesso - Musician), Hugo Winterhalter and His Orchestra (loro stessi), Teddi King (Herself - Vocalist), Hank Levine (se stesso), The Nightcaps (loro stessi - Vocalists), Dorothy Olsen (Herself - Vocalist)

## The Liar
- Diretto da:
- Scritto da:

### Trama
- Interpreti: Robert Montgomery (se stesso  - presentatore), Fred Beir, House Jameson, Jan Miner, Norma Moore

## Give and Take
- Diretto da:
- Scritto da:

### Trama
- Interpreti: Robert Montgomery (se stesso  - presentatore), Martha Scott, Kent Smith

## Crisis at Sand Cave
- Diretto da:
- Scritto da:

### Trama
- Interpreti: Robert Montgomery (se stesso  - presentatore), Joe Boland (Lee Collins), Ray Boyle (Floyd Collins), Edwin Cooper (Isaac T. Woodson), David De Haven (Homer Collins), John Dorman (Edward Estes), Timmy Everett (Jewel Estes), Carl Frank (Henry Carmichael), John Gibson (professor Funkhouser), Jack Grimes (William Burke Miller), Wayne Howell (Neal Dalton), Peter Hughes (N.E.S. Posey), William A. Lee (Brig. Gen. H.H. Denhardt), Gilbert Mack (Edward Brennen), Ian Martin (capitano Chaney), Leo Penn (Marshall Collins), Ford Rainey (Rev. C.K. Dickey), Alan Stevenson (Johnny Gerald)

## The Clay Pigeon
- Diretto da:
- Scritto da:

### Trama
- Interpreti: Robert Montgomery (se stesso  - presentatore), Farley Granger, Phyllis Kirk, Frank Maxwell, Paul McGrath

## The Week the World Stood Still
- Diretto da:
- Scritto da:

### Trama
- Interpreti: Robert Montgomery (se stesso  - presentatore), John Beal (Birger Dahlerus), Richard Bowler (Neville Chamberlain), Bjorn Koefoed (Airline Agent), Geoffrey Lumb (Neville Henderson), George Patelis (Adolf Hitler), Stefan Schnabel (Hermann Goering), Peter von Zerneck (Ribbentrop), Justice Watson (Lord Halifax)

## The Grand Prize
- Diretto da:
- Scritto da:

### Trama
- Interpreti: Robert Montgomery (se stesso  - presentatore), Ray Boyle (Edward Martin), Judith Braun (Kate), June Lockhart (Lucille Cotton), John Newland (Robert Meredith), William Windom

## Wait for Me
- Diretto da:
- Scritto da:

### Trama
- Interpreti: Robert Montgomery (se stesso  - presentatore), Barbara Barrie (Maggie Correll), Diana Douglas (Mrs. Whitton-Betty), Leona Powers (Mrs. Glenn), Jacqueline Scott (Toni Warden), Nellie Burt (Mrs. Delaney), Jenny Egan (Anita Lahn), Fran Bennett (Janet), Astrid Wilsrud (Monica), Patricia Shay (Hazel), Ernest Parmentier (Gus), Ben Yaffee (Mr. Lahn), Edward Andrews

## Reclining Figure
- Diretto da:
- Scritto da:

### Trama
- Interpreti: Robert Montgomery (se stesso  - presentatore), Edward Andrews, Jim Backus (Lucus Edgerton), Harry Bannister (dottor Hickey), Ralph Bunker (Agramonte), Sally Kemp (Cass Edgerton), Scott McKay (Sam Ellis), Allen Nourse (Paul Weldon), Norman Rose (Astorg)

## The Enemy
- Diretto da:
- Scritto da:

### Trama
- Interpreti: Robert Montgomery (se stesso  - presentatore), Aki Aleong (Sadao), Khigh Dhiegh (generale Mori), Sho Onodera (generale Mori), Shirley Yamaguchi (Hana)

## The Last Train to Kildevil
- Diretto da:
- Scritto da:

### Trama
- Interpreti: Robert Montgomery (se stesso  - presentatore), Gene Blakely (Greg Fielding), Charles Korvin (Rupert Farrand), Robert Scheerer (Frank Arnold), Martha Scott (Marietta Jackson), David White (Tom Jackson)

## His Name Was Death
- Diretto da:
- Scritto da:

### Trama
- Interpreti: Robert Montgomery (se stesso  - presentatore), Heywood Hale Broun, Elspeth Eric, Treva Frazee, Arch Johnson, Henry Jones, Sandy Kenyon, Phyllis Newman, Dolores Sutton

## One Minute to Ditch
- Diretto da:
- Scritto da:

### Trama
- Interpreti: Robert Montgomery (se stesso  - presentatore), Donald Briggs, Charles Cooper (capitano Richard Off), Frank Maxwell, Marc May, Gale Page, Karl Swenson

## A Slice of Life
- Diretto da:
- Scritto da:

### Trama
- Interpreti: Robert Montgomery (se stesso  - presentatore), Peggy McCay (Grizel McGregor), Ruth McDevitt (Mrs. White), J. Pat O'Malley (Sam White), James Pritchett (Tony Marino), William Taylor (Mr. Page)

## Victoria Regina
- Diretto da:
- Scritto da:

### Trama
- Interpreti: Robert Montgomery (se stesso  - presentatore), Claire Bloom (Queen Victoria), Henry Brandon, Leopoldine Konstantin, Nan Martin, Norman Rose, Paul Stevens (Prince Albert)

## Fear Street
- Diretto da:
- Scritto da:

### Trama
- Interpreti: Robert Montgomery (se stesso  - presentatore), Robert Alda, Millette Alexander, Joseph Campanella, Paul Mazursky

## The Trial of Pontius Pilate
- Diretto da:
- Scritto da:

### Trama
- Interpreti: Robert Montgomery (se stesso  - presentatore), Max Adrian, Bruce Gordon (Pontius Pilate), House Jameson, John Kellogg, Richard Nicholls, Maria Palmer (Claudia), Astrid Wilsrud

## The New World
- Diretto da:
- Scritto da:

### Trama
- Interpreti: Robert Montgomery (se stesso  - presentatore), Philip Bourneuf, Lawrence Fletcher, Barnard Hughes, Mel Ruick, John Shellie, Guy Sorel

## Longing for to Go
- Diretto da:
- Scritto da:

### Trama
- Interpreti: Robert Montgomery (se stesso  - presentatore), Robert Culp (Sam Bullock), Belle Flower (Zia Kate), Joan Hotchkis (Sarah), Gaines Kincaid (Henry), Ken McEwen (Owen Miller), Lenka Peterson (Nancy Bolen)

## Return Visit
- Diretto da:
- Scritto da:

### Trama
- Interpreti: Robert Montgomery (se stesso  - presentatore), Peter Falk, Joanne Linville, Joe Maross, Fred J. Scollay, Victor Thorley

## Sturdevant's Daughter
- Diretto da:
- Scritto da:

### Trama
- Interpreti: Robert Montgomery (se stesso  - presentatore), Nancy Malone, Mark Miller, Terry O'Sullivan, Jimmy Sommer, Barbara Townsend, Joan Wetmore

## One Smart Apple
- Diretto da:
- Scritto da:

### Trama
- Interpreti: Robert Montgomery (se stesso  - presentatore), Gene Blakely, Mary Grace Canfield, George Chandler, Diana Douglas, Woodrow Parfrey, Patricia Shay, Larry Weber

## The Last Trip of the Hindenburg
- Diretto da:
- Scritto da:

### Trama
- Interpreti: Robert Montgomery (se stesso  - presentatore), Gale Page

## The Weather Lover
- Diretto da:
- Scritto da:

### Trama
- Interpreti: Robert Montgomery (se stesso  - presentatore), Edward Andrews, Joseph Campanella, Sally Kemp, Jan Miner, Norman Rose

## Faust '57
- Diretto da:
- Scritto da:

### Trama
- Interpreti: Robert Montgomery (se stesso  - presentatore), Louis Edmonds, Bruce Gordon, House Jameson, Farrell Pelly, Alfred Ryder